# Zúñiga-getijdenboek
Het Zúñiga-getijdenboek is een verlucht getijdenboek dat waarschijnlijk gemaakt werd in opdracht van Juan de Zúñiga y Pimentel (1459-1504), een Spaanse edelman, grootmeester van de Orde van Alcántara. Na zijn militaire carrière werd hij aartsbisschop van Sevilla. De familie Zúñiga schonk het boek aan Filips II, via wie het terechtkwam in de bibliotheek van het Escorial, waar het vandaag de dag nog steeds bewaard wordt.

## Beschrijving
Het handschrift bestaat uit 254 perkamenten folia van 256 bij 190 mm groot. Het werd geschreven in het Latijn in een gotisch schrift. Het bevat negentien volbladminiaturen met onder meer de onderwerpen uit de klassieke verluchtingscyclus gebruikt voor het Kleine Officie van Onze Lieve Vrouw: de Annunciatie, Visitatie, de geboorte van Christus, de aankondiging aan de herders, de aanbidding der wijzen, de opdracht in de tempel, de moord op de Onnozele Kinderen, de vlucht naar Egypte en de kroning van Maria. De verluchting van het handschrift dateert uit de late 15e eeuw.
Het getijdenboek werd gemaakt in Castilië, in opdracht ven de overgrootvader van Juan de Zúñiga, Diego López de Zúñiga. Men begon eraan omstreeks 1390. Juan liet het handschrift in de tweede helft van de vijftiende eeuw verluchten door een Castiliaanse kunstenaar die werkte naar Vlaamse en Franse voorbeelden, aangepast aan zijn Castiliaanse afkomst en met elementen van de mudejarstijl in bijvoorbeeld de landschappen en de marges. Op die wijze creëerde hij een eigen unieke Spaanse stijl. Naast de miniaturen werden de beginteksten van de belangrijke secties ingekaderd in een decoratieve florale marge, bevolkt met engeltjes, bloemen en kleine dieren. Er werden ook talrijke versierde initialen aangebracht (vanaf fol. 223, daarvoor enkel gekleurde initialen) en de versierde marges onderaan bevatten verscheidene bas-de-page-miniaturen zoals de kerstcyclus. Deze meester introduceerde de Gent-Brugse stijl in Castilië.
De kalender van het getijdenboek is versierd met halfbladminiaturen bovenaan de pagina, met de typische illustraties van het werk en de geneugten van het jaar en onderaan de tekens van de dierenriem.